# گروسو
گروسو (به ایتالیایی: Grosso) یک منطقهٔ مسکونی در ایتالیا است که در استان تورین واقع شده‌است.

## خصوصیات
گروسو ۴٫۳ کیلومترمربع مساحت و ۱٬۰۵۵ نفر جمعیت دارد و ۳۹۴ متر بالاتر از سطح دریا واقع شده‌است.